# 사무라이 쇼다운 (2019년 비디오 게임)
《사무라이 쇼다운》(Samurai Shodown)은 SNK가 제작한 2019년 아케이드 및 콘솔용 대전 격투 게임이다. 《사무라이 쇼다운》 12번째 작품으로, 언리얼 엔진 4로 개발됐다. 이야기는 이전 시리즈와 별도로 다시 시작하는 리부트 작품으로, 3D 대전 게임이었던 전작 《사무라이 쇼다운: 센》에서 다시 클래식 《사무라이 쇼다운》의 2D 게임플레이로 돌아왔다. 일본에선 《사무라이 스피리츠》(SAMURAI SPIRITS)라는 제목으로 출시됐다.
플레이스테이션 4 및 엑스박스 원으로 2019년 6월 25일 발매됐다. 이 아케이드와 마이크로소프트 윈도우, 닌텐도 스위치로 발매됐다.

## 줄거리
중세 일본의 1787년이 게임의 무대이다. 플레이어 캐릭터는 다수가 《사무라이 쇼다운》 및 《사무라이 쇼다운 II》의 등장인물로 구성돼있으나, 《사무라이 쇼다운 V》에 나온 도쿠가와 가문의 도쿠가와 요시토라, 《사무라이 쇼다운 64》의 시키 등 인기를 모은 캐릭터들도 출연했다. 또한 이 작품에서 데뷔하는 캐릭터도 있는데, 톱 모양의 검을 사용하는 목수 달리 대거, 청나라 풍수사 일족의 일원 우리우샹, 몰락한 무가의 후예 쿠라마 야샤마루가 있다.

## 개발
《사무라이 쇼다운 (2019)》은 2018년 SNK 투자자 IPO 회의에서 SNK 자체개발 작품으로서 처음 공개됐다. 시리즈 열두 번째 작품으로 2008년작 《사무라이 쇼다운: 센》 이후 처음으로 발매한 본편이며, 서양 지역에선 애슬론 게임스가 배급을 담당했다.

## 반응
출시 직후 《사무라이 쇼다운》은 리뷰 애그리게이터 사이트 메타그리틱에서 플레이스테이션 4, 엑스박스 원 및 닌텐도 스위치판이 100점 만점에 각각 81점, 78점, 75점을 기록하며 대체적으로 긍정적인 반응을 받았다.